# Herlufsholm Kirke
Herlufsholm Kirke er en kirke, der ligger i forbindelse med kostskolen Herlufsholm i Næstved. Den er hovedkirke i Herlufsholm Sogn. Kirken overtog den tidligere Ladby Kirkes plads som sognekirke for området, da Herlufsholm Sogn blev oprettet.
Bag altertavlen findes to sarkofager, hvor Herlufsholms stiftere Birgitte Gøye og Herluf Trolle ligger begravet.